# Motorsport i Frankrike
Frankrike är landet där motorsporten har sitt ursprung, där världens första Grand Prix hölls 1906, samt arrangör av Le Mans 24-timmars, vilket är världens största sportvagnstävling.

## Verksamhet

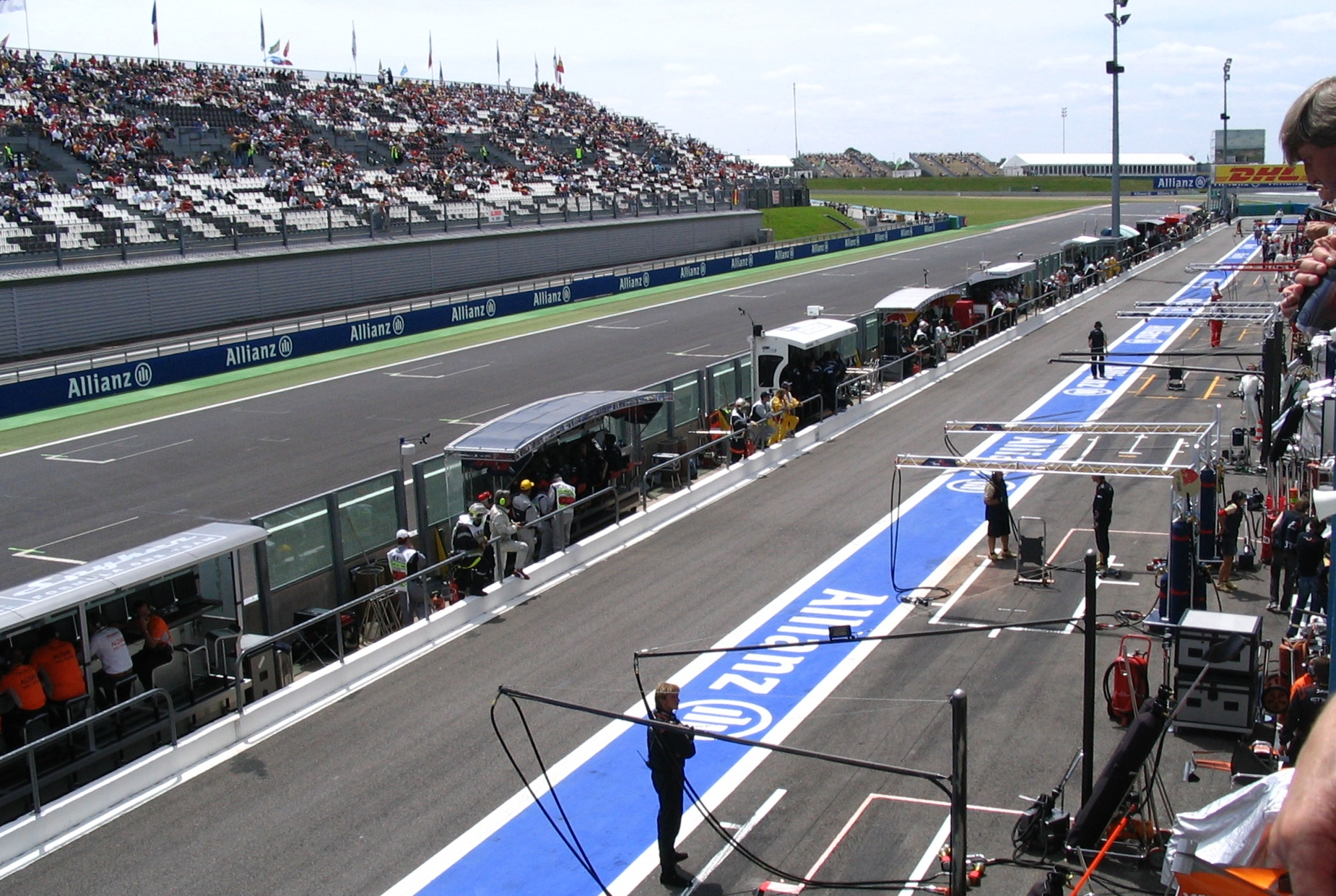
Depån och start/mål på Circuit de Nevers Magny Cours.

### Ursprung
Redan under det ena 1800-talet kördes de första biltävlingarna på fransk mark, och 1895 hölls det allra första kända racet med bilar, i maratonprovet Paris-Bordeaux. Vinnaren Émile Levassor tog sig runt distansen på mer än två dygn. I början var de franska tävlingarna organiserade så att alla bilar gav sig av i klunga och tävlade mot varandra på vägarna som tidigare bara använts för hästtransporter. Den kulturen kom dock av sig efter att Marcel Renault, en av grundarna till biltillverkaren Renault, omkom i Paris-Madrid år 1903. Åtskilliga åskådare dog under tävlingens gång, och efter det stoppades experimenten med högfartsrace från plats till plats, och istället började racing ske på långa landsvägsbanor istället.

### Frankrikes Grand Prix
Världens första Grand Prix hölls 1906 utanför Le Mans, vilket dock inte var på samma bana som senare kom att bli arrangör för 24-timmars. Ungraren och Renaultföraren Ferenc Szisz tog hand om segern, och det dröjde till 1912 innan Georges Boillot blev förste fransman att vinna sitt hemmalopp. Tävlingen kördes långt ifrån årligen till en början, men mellan 1921 och 1939 kördes loppet varje år, oftast på Montlhérybanan. Innan andra världskriget ingick tävlingen i Märkes-VM, och kom efter krigsslutet att ingå i formel 1-VM oavbrutet mellan 1950 och 2008. Orsaken till att tävlingen aldrig fick samma legendariska status som Italiens Grand Prix och Monacos Grand Prix berodde på de ständiga bytena av banor, vilket gjorde att klassiska banor som Reims och Montlhéry inte moderniserades för att klara nya säkerhetsregler. Att tävlingen kördes på anonyma Magny-Cours mellan 1991 och 2008 minskade dess status ytterligare, och när en bana nära Paris inte kunde uppföras försvann Frankrikes Grand Prix.

### Le Mans 24-timmars

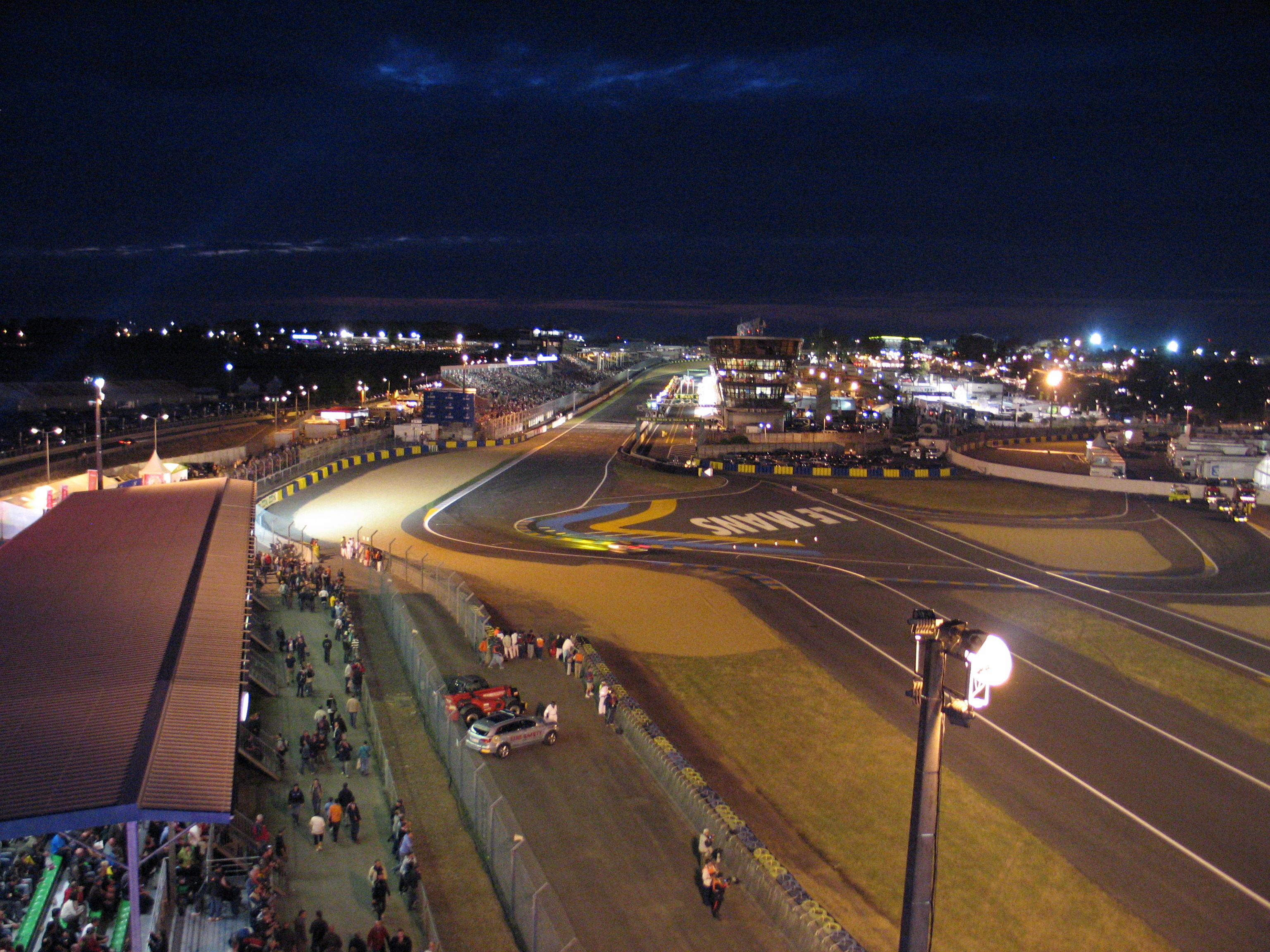
Den klassiska scenen av Le Mans 24-timmars under natten. Loppet har minst sex-sju timmar i mörker varje år.

Staden Le Mans började arrangera ett 24-timmarslopp på Circuit de la Sarthe utanför staden 1922. Automobile Club de l'Ouest är organisationen som arrangerar tävlingen, och de arrangerar ett antal kontinentala serier för sportvagnar, förutom huvudevenemanget Le Mans. Tävlingen kördes första gången 1923, och i början av tävlingens historia var det Bentley som dominerade. Efter att Bentley drog sig tillbaka tog Alfa Romeo över som dominerande tillverkare fram till andra världskriget. Efter kriget var det fler tillverkare som satsade på Le Mans, men en katastrofal incident 1955, där Pierre Levegh och 84 åskådare omkom, hotade både tävlingens och motorsportens framtid. Efter att motorsport åter legaliserats i Frankrike senare samma år kom tävlingen tillbaka, och först var det Ferrari och sedan Porsche som dominerade. Porsche tog bland annat sju raka segrar mellan 1981 och 1987. Kring skiftet mellan 1980- och 1990-talen var det grupp C-bilar som tävlade på Le Mans, och deras bataljer var oerhört populära. Efter några års mellanrum med uppgraderade GT-bilar kom LMP1-bilarna och tog över scenen i början av 2000-talet, och med dessa var framförallt Audi riktigt framgångsrika.
Le Mans är utan konkurrens den största tävlingen för prototyper och GT-bilar, och nästan alla fabriksstödda sportvagnsprogram bygger på framgångar i Le Mans. Till och med de långsammare GT-klasserna är så viktiga att fabrikssatsningar görs på att vinna dessa. Tävlingen har även en motsvarighet för motorcyklar, och även om den är viktigast inom enduraceracingen för dessa, så är tävlingen på Circuit Bugatti inte alls lika bevakad som biltävlingen i juni.

### Förare

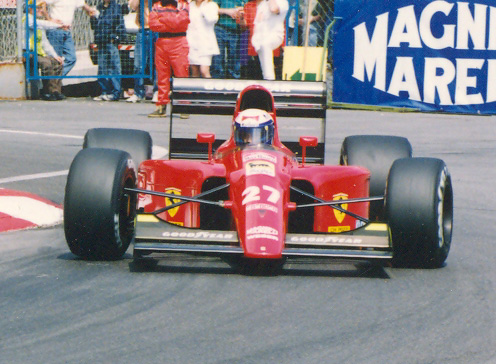
Frankrikes enda världsmästare Alain Prost i en Ferrari i samband med Monacos Grand Prix 1991.

Frankrike har haft många oerhört talangfulla racerförare genom åren, men under den tiden man skördade störst framgångar hade de franska tillverkarna ett klart försprång på de andra, bland annat med stora framgångar i Indianapolis 500 i den amerikanska klassikerns första år. Bugatti dominerade Grand Prix-scenen under 1920-talet, men efter det hade ingen fransk tillverkare några större framgångar, och efter andra världskriget dök inte heller några jättestora talanger upp. Med Renaults intåg i formel 1 1977 sköt dock intresset i höjden, och många franska förare kom att vinna Grand Prix-tävlingar under det kommande decenniet. Jacques Laffite, Didier Pironi, Patrick Tambay och René Arnoux anslöt sig till Patrick Depailler som franska toppförare, och 1981 slog Alain Prost igenom med tre segrar. Under 1970-talet vann även Henri Pescarolo Le Mans vid många tillfällen, vilket gav honom ett stort rykte inom sportvagnar, även om han inte kunde vara lika framgångsrik i formel 1.
Depailler dog i en testkrasch på Hockenheim 1980, och två år senare skadade sig Pironi så illa på samma bana att hans karriär var över, när han var oerhört nära att kunna ta den första franska VM-titeln. Prost spräckte den franska förbannelsen 1985, och kunde därefter vinna även 1986, 1989 och 1993. Hans fyra titlar och 51 segrar gör honom till en av sportens mest framgångsrika förare någonsin, och han höll rekordet för flest vunna Grand Prix mellan 1987 och 2001, då Michael Schumacher passerade honom. Prost hade en väldigt metodisk körstil som var belönande över en hel tävling, och hade åtskilligt fler segrar än pole positioner. Han tog sina tre första VM-titlar för McLaren och den sista för Williams F1, men tog sina första segrar i en Renault, och var även nära att vinna VM under sin tid i Ferrari 1990. Efter karriären misslyckades Prost som stallchef för Prost Grand Prix, som han köpte ur det som var Frankrikes nationella stall Ligier 1997.
Efter Prost kom inte särskilt många mer franska förare fram, allt eftersom stödet från franska företag minskade. Jean Alesi körde för Ferrari mellan 1991 och 1995, men lyckades inte vinna mer än en tävling, trots stor talang och många möjligheter. Den senaste fransmannen att vinna ett Grand Prix var Olivier Panis med sin seger i Monacos Grand Prix 1996 för Ligier. Under perioden 2005-2007 körde ingen fransman i formel 1, men efter fyra raka titlar i Champ Car 2004, 2005, 2006 och 2007 fick Sébastien Bourdais chansen i Scuderia Toro Rosso till formel 1-säsongen 2008. Bourdais resultat i formel 1 var dock miserabla med tanke på förväntningarna, och Romain Grosjeans inhopp i Renault 2009 slutade med att han förlorade relativt klart mot superstjärnan Fernando Alonso i en dålig bil, vilket fick honom att se mycket sämre ut än vad han presterade gentemot Alonso. Efter det dumpade Renault honom till förmån för förare som presterat mindre än han, men kunde finansiera sina körningar själva.

### Rally

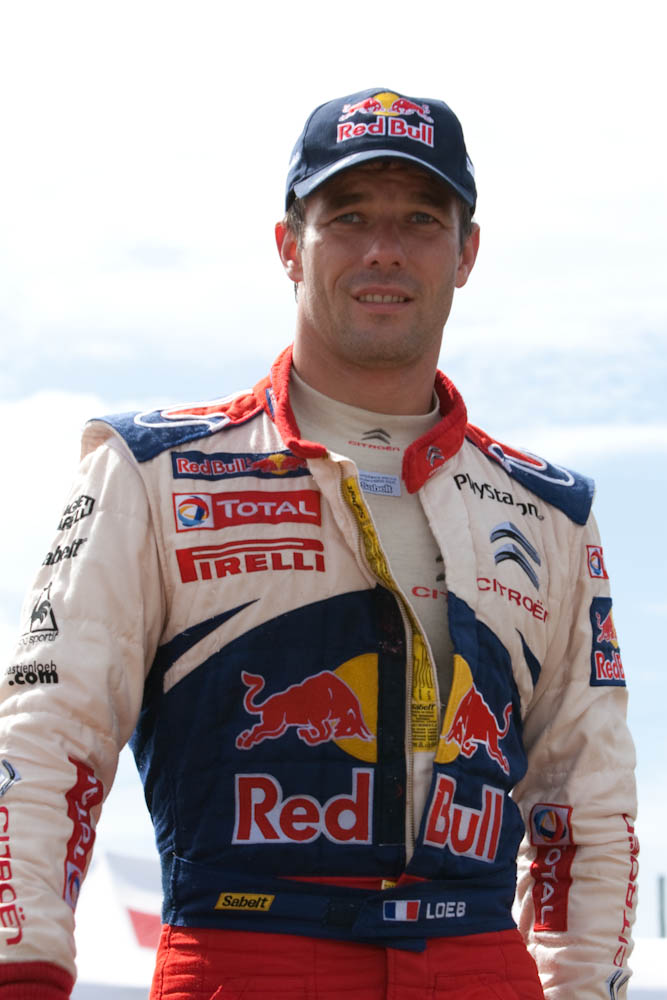
Sébastien Loeb, den mest framgångsrika rallyföraren i historien.

Tour de Corse är traditionell arrangör för det franska VM-rallyt. Tävlingen kördes för första gången 1956 på kurviga vägar i bergen på Korsika. Historiskt sett så har tävlingen dominerats av hemmaförare, med två sexfaldiga vinnare i Bernard Darniche och Didier Auriol. Åtskilliga förare har dödskraschat i rallyt med massor av raviner som kantar sträckorna. Det mest kända dödsolyckan var när Henri Toivonen och kartläsaren Sergio Crestas Lancia exploderade efter en krasch, vilket ledde till bådas död 1986. Efter många år på kalendern ströks rallyt sedan den nya promotorn för mästerskapet ville flytta tävlingen till det franska inlandet, vilket gör att Alsace står som värd för rallyt 2010.
Monte Carlo-rallyt har alltid körts uteslutande i Frankrike, även om det är Monaco som arrangerar tävlingen. Rallyt är ett vinterrally på asfalt i sydöstra Frankrike, och ses som det kommersiellt viktigaste rallyt i världen.
På förarsidan har Frankrike haft flera stora förare, men den allra största stjärnan är mångfaldiga världsmästaren Sébastien Loeb som också vunnit på Korsika och i Monte Carlo vid flera tillfällen. Förutom Loeb så har många franska förare vunnit internationella tävlingar, men enbart Didier Auriol har också lyckats bli världsmästare, vilket han blev 1994. Loeb vann sin första titel 2004 och upprepade därefter bedriften 2005, 2006, 2007, 2008 och 2009, alla gånger dessutom för franska biltillverkaren Citroën. Ingen annan rallyförare har någonsin varit i närheten av att lyckas med vad Loeb har gjort, och hans ses av många som den bästa rallyförare genom alla tider.
Alla tre franska stora biltillverkare Renault, Peugeot och Citroën har firat stora framgångar inom rally, och det franska intresset för sporten har alltid varit stort.

### Roadracing

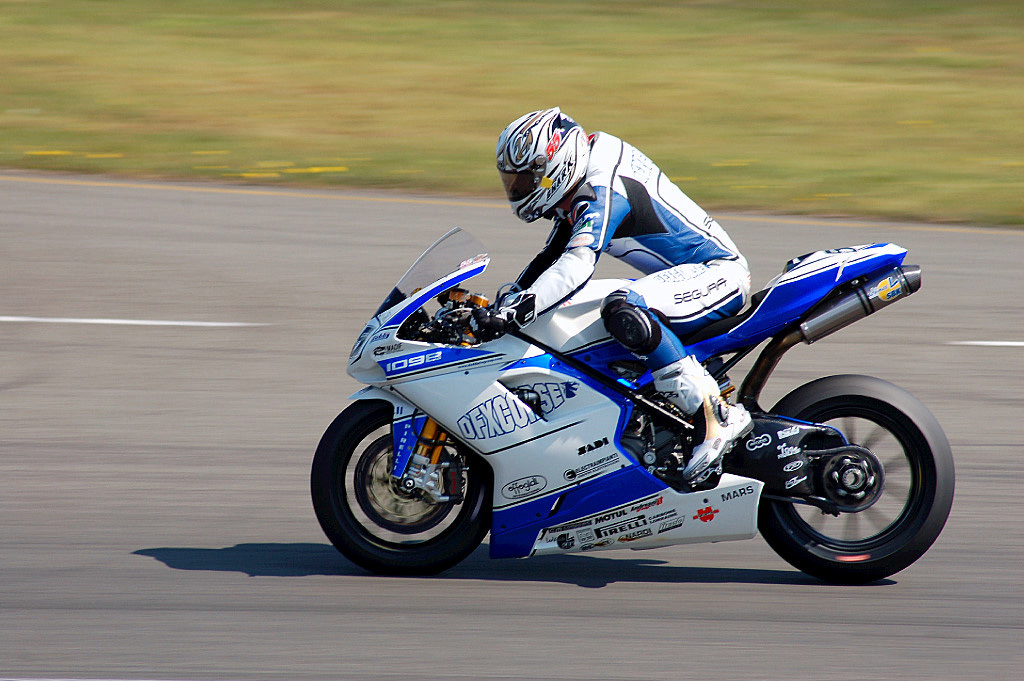
Régis Laconi, senaste franska Grand Prix-vinnare i huvudklassen, samt tvåa i Superbike-VM 2004.

Frankrike har alltid arrangerat ett Grand Prix för motorcyklar när VM har funnits, och numera är det Circuit Bugatti och Le Mans som står som värd. Det första Grand Prix-loppet för motorcyklar på frank mark kördes 1920, men precis som inom bilracingen har evenemanget aldrig fått någon legendarisk status på grund av de ständiga bytena av banor.
Tävlingen kom till Le Mans 2000, men har trots den klassiska omgivningen och höga publiksiffror inte blivit populär bland förarna, då banan saknar snabba kurvor, och kortslingan man kör motorcyklar på anses ofta vara dåligt anpassad för att tävla på med tvåhjulingar, då det mest handlar om acceleration.
Franska framgångar bland förare har varit sällsynta, och ingen fransman vann något race i MotoGP-klassen under 2000-talets första decennium. Ingen fransk förare har heller lyckats bli världsmästare i 500cc-klassen som var innan MotoGP, utan franska framgångar har begränsats till mindre klasser, och inte heller där har franska förare stått ut nämnvärt.
Raymond Roche har tagit den finaste franska titeln hittills, med sin VM-titel i Superbike 1990 för Ducati. Säsongen 2004 var Régis Laconi bara ett fåtal poäng från att upprepa Roches bedrift, men lyckades inte ta hand om titeln på hemmabanan Magny-Cours.